# Kennedybrücke (Niamey)
Die Kennedybrücke (französisch: Pont Kennedy) ist eine den Fluss Niger in der nigrischen Hauptstadt Niamey querende Brücke.

## Geschichte
Die nach Präsident John F. Kennedy benannte Brücke wurde als erste Nigerbrücke in Niamey mit Hilfe der Vereinigten Staaten errichtet. Ihr Planer war der US-amerikanische Brücken-Ingenieur E. Lionel Pavlo. Baubeginn war am 18. Dezember 1967, eröffnet wurde die Kennedybrücke am 19. Dezember 1970. Die Kennedybrücke bot über 40 Jahre lang die einzige Möglichkeit, in der Stadt den Fluss zu überqueren, abgesehen von Pirogen, die auf beiden Seiten der Brücke Anlegestellen besitzen.
Am 9. Februar 1990 kam es auf der Brücke zu tödlichen Zusammenstößen zwischen Sicherheitskräften und protestierenden Studierenden der Universität Niamey. Diese markierten den Beginn der Demokratisierungsbestrebungen in Niger nach den Jahren der Herrschaft des Obersten Militärrats. Im Jahr 2011 wurde eine zweite Niger-Brücke in Niamey eröffnet, der Pont de l’amitié Chine-Niger („Brücke der chinesisch-nigrischen Freundschaft“).

## Konstruktion und Lage

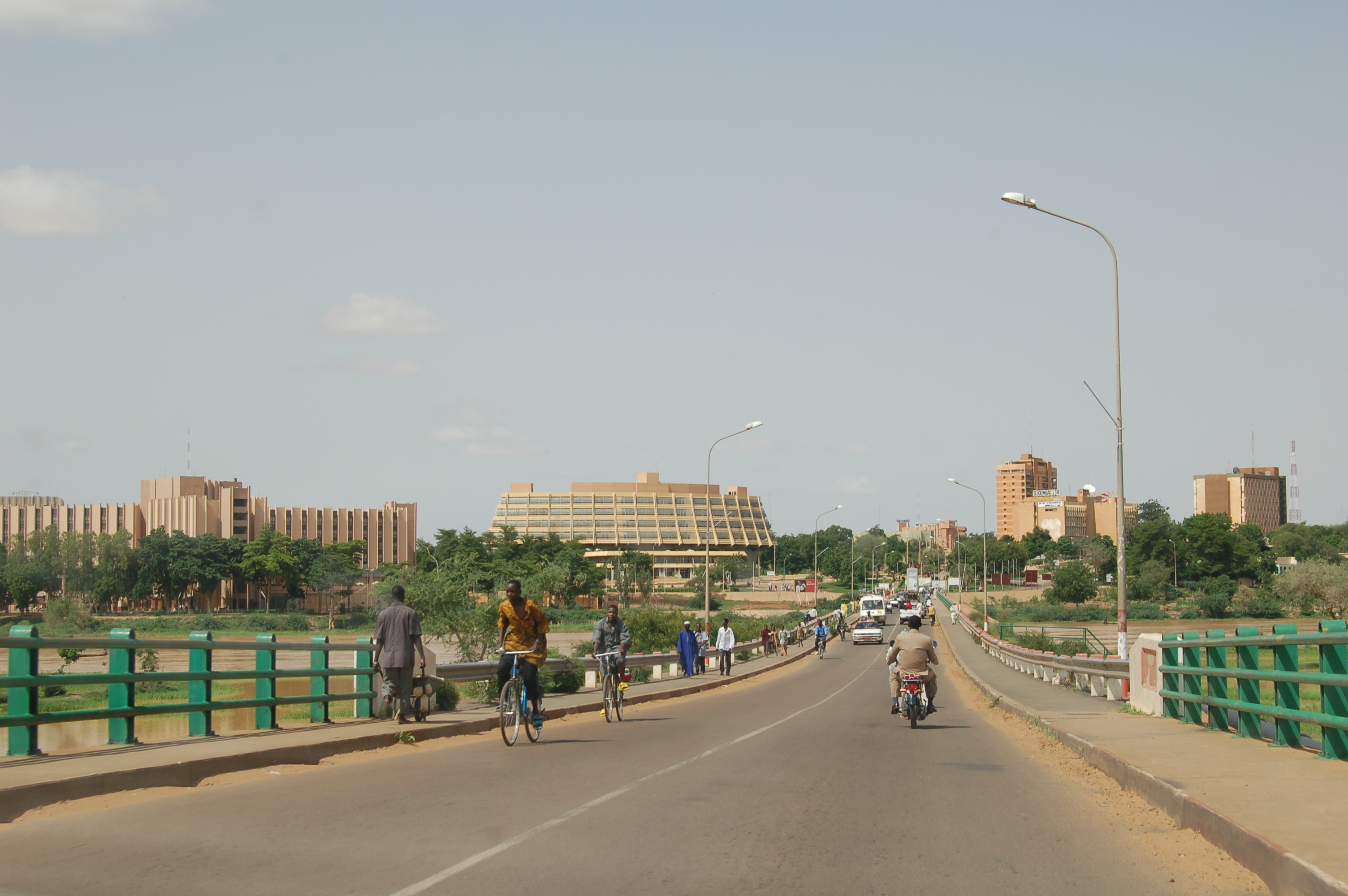
Blick von der Kennedybrücke ins Stadtzentrum

Die Balkenbrücke erstreckt sich über eine Länge von 710 m. Auf der schmalen und abgenutzten Kennedybrücke bilden sich zu Hauptverkehrszeiten regelmäßig riesige Verkehrsstaus. Am linken Ufer mündet die Brücke in den Kreisverkehr Rond Point Kennedy im Stadtzentrum von Niamey. Markante Bauwerke an diesem Ende der Brücke sind der Kongresspalast, das Hôtel Gaweye und das Grand Hôtel. Am rechten Ufer befindet sich das nach der Brücke benannte Stadtviertel Pont Kennedy im Arrondissement Niamey V. Die Kennedybrücke verläuft in ihrer Mitte über eine Flussinsel, auf der früher Krokodile lebten, die heute nur noch weiter südlich im Nationalpark W zu finden sind.